# Seal Rocks, norr om Beaver Island
Seal Rocks är klippor i territoriet Falklandsöarna (Storbritannien). De ligger i den västra delen av landet, 240 km väster om huvudstaden Stanley. Seal Rocks ligger 1 meter över havet.
Terrängen runt Seal Rocks är huvudsakligen platt, men söderut är den kuperad. Havet är nära Seal Rocks norrut.  Trakten runt Seal Rocks är nära nog obefolkad, med mindre än två invånare per kvadratkilometer. Trakten runt Seal Rocks består i huvudsak av gräsmarker.